# 露丝·贝尔维尔

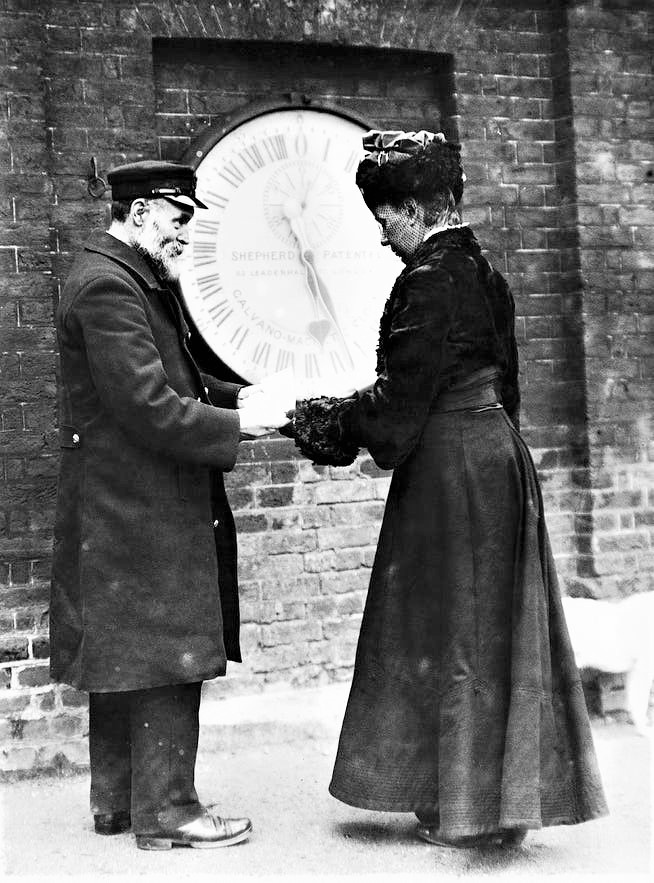
[露丝·贝尔维尔]在格林威治观测站门外，1908

伊丽莎白·露丝·娜奥米·贝尔维尔（Ruth Belville，1854年3月5日—1943年12月7日），人称格林尼治时间女士，是一名伦敦商人。她本人及母亲玛丽亚·伊丽莎白、父亲约翰·亨利都出售时间给别人。具体来说是对照格林威治钟来将表设置为格林威治标准时间，再通过给顾客看自己的表的方式来把时间卖出去。

## 生平

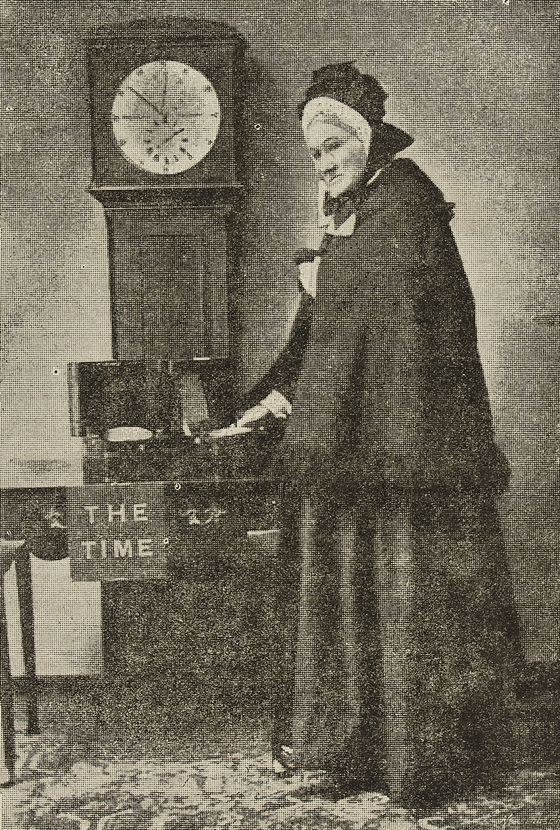
玛丽亚·贝尔维尔，1892年

露丝·贝尔维尔的父亲约翰·亨利·贝尔维尔 （页面存档备份，存于）于1836年自创了一种服务，并拥有约200名用户。每天早上，约翰·亨利都要去他的工作地点格林威治观测站，并将手表跟格林威治标准时间校准。然后，他会驱车至订阅服务的客户那里提供准确的时间以供他们校准钟或表。
约翰·亨利一直在做这门生意，直到他在1856年去世。他的遗孀玛丽亚被天文台允许继承丈夫的校时工作以作谋生，并一直工作到1892年她八十多岁为止。然后露丝·贝尔维尔接手了这门生意。 她一直服务客户到1940年，  那时她已经是一个耄耋老人。在86岁的时候她仍然能在早晨9点走完从家到天文台的大约12英里(约20km)的路程。她逝世时终年89岁。
露丝贝尔维尔及她父母校时所用的是亚诺精密计时怀表，编号485/786，绰号“Arnold”。它最初是专门打造给苏塞克斯公爵，该表拥有纯金材质的罩壳。这块表后来授予了约翰·亨利，因为担心小偷可能盯上这枚金表，他把表换成了银罩壳。露丝死后，这枚表留给了钟表商名家公会。

## 竞争
贝尔维尔的生意遭到了圣约翰·韦恩，标准时间公司的老板的恶意攻击，他的公司主营电话报时服务，因此是贝尔维尔的主要竞争对手。韦恩在伦敦的联合威尔斯俱乐部发表诋毁贝尔维尔的演说，说“贝尔维尔的方法过时得很滑稽”（"that her [Belville's] methods were amusingly out of date,"），他也阴阳怪气地暗示她可能会用她女性的优势来获取订单。
这个演说的内容被发布在泰晤士报上，但文章没有提到标准时间公司，也没有提到他是贝尔维尔的竞争对手。在韦恩的演讲文章暗示之下，贝尔维尔遭到了对其生意和私生活感兴趣的记者们的围攻。然而，贝尔维尔见招拆招设法搞定了丑闻危机，并且记者们的不断曝光还让慕名而来的客户增加了不少。贝尔维尔说，韦恩的阴招不过是在给她免费做广告。

## 进一步阅读
- Rooney, David. . National Maritime Museum. 2008. ISBN 0948065974.